# Brentwood, Maryland
Brentwood är en kommun (town) i Prince George's County i Maryland i Washingtons storstadsområde. Vid 2010 års folkräkning hade Brentwood 3 046 invånare.